# Хруль Оксана Сергіївна
Хруль Оксана Сергіївна (нар. 29 березня 1995) — українська плавчиня, майстер спорту України. Чемпіонка та срібна призерка Літніх Паралімпійських 2012 року.
Займається у секції плавання Полтавського обласного центру «Інваспорт».

## Відзнаки та нагороди
- Орден «За заслуги» II ст. (4 жовтня 2016) — За досягнення високих спортивних результатів на XV літніх Паралімпійських іграх 2016 року в місті Ріо-де-Жанейро (Федеративна Республіка Бразилія), виявлені мужність, самовідданість та волю до перемоги, утвердження міжнародного авторитету України[2]
- Орден «За заслуги» III ст. (17 вересня 2012) — за досягнення високих спортивних результатів на XIV літніх Паралімпійських іграх у Лондоні, виявлені мужність, самовідданість та волю до перемоги, піднесення міжнародного авторитету України[3]

## Джерело
- Вечірня Полтава